# Metapseudidae
Metapseudidae zijn een familie van  naaldkreeftjes.

## Taxonomie
De volgende taxa zijn bij de familie ingedeeld:
- Onderfamilie Chondropodinae Gutu, 2008
  - Geslacht Bamberus Stępień & Błażewicz-Paszkowycz, 2013
  - Geslacht Calozodion Gardiner, 1973
  - Geslacht Chondropodus Gutu, 2006
  - Geslacht Deidamiapseudes Sganga & Roccatagliata, 2016
  - Geslacht Hoplopolemius Sganga & Roccatagliata, 2016
  - Geslacht Julmarichardia Gutu, 1989
  - Geslacht Trichapseudes Barnard, 1920
  - Geslacht Vestigiramus Gutu, 2009
  - Geslacht Zaraza Gutu, 2006
- Onderfamilie Metapseudinae Lang, 1970
  - Geslacht Apseudomorpha Miller, 1940
  - Geslacht Cyclopoapseudes Menzies, 1953
  - Geslacht Labraxeudes Błażewicz-Paszkowycz & Bamber, 2007
  - Geslacht Metapseudes Stephensen, 1927
  - Geslacht Murutudes Bamber & Sheader, 2005
  - Geslacht Plectrocopus Gutu, 2006
  - Geslacht Pseudoapseudomorpha Gutu, 1991
  - Geslacht Ronabus Stępień, Drumm & Heard, 2018
- Onderfamilie Msangiinae Gutu, 2006
  - Geslacht Msangia Bacescu, 1976
- Onderfamilie Synapseudinae Gutu, 1972
  - Geslacht Creefs Stępień & Błażewicz-Paszkowycz, 2013
  - Geslacht Synapseudes Miller, 1940
  - Geslacht Vicinisyndes Gutu, 2007
- Onderfamilie incertae sedis
  - Geslacht Cryptapseudes Bacescu, 1976
  - Geslacht Curtipleon Sieg, 1983

### Synoniemen
- Tanzanapseudinae Bacescu, 1975 => Tanzanapseudidae Bacescu, 1975
- Synapseudoides Gutu & Ortiz, 2009 => Synapseudes Miller, 1940
- Hoplomachus Gutu, 2002 => Hoplopolemius Sganga & Roccatagliata, 2016